# Frémécourt
Cet article possède des paronymes, voir Frémicourt et Framecourt.
Frémécourt est une commune française située dans le département du Val-d'Oise en région Île-de-France.

## Géographie

### Description
Frémécourt est un village périurbain du Vexin français dans le Val-d'Oise, situé à 11 km au nord-ouest de Pontoise, à 39 km au nord-ouest de Paris, à 75 km au sud-est de Rouen et à 24 km au sud-est de Gisors.
Il est traversé par un chemin de randonnée proche du Sentier de grande randonnée 1.
La commune se trouve dans l'aire d'attraction de Paris, dans la zone d'emploi de Cergy-Vexin et dans le bassin de vie de Marines (Val-d'Oise)

### Communes limitrophes
Les communes limitrophes sont  Ableiges, Bréançon, Cormeilles-en-Vexin, Marines, Santeuil et Us.
| Santeuil | Marines    | Bréançon            |
|          | Frémécourt |                     |
|          | Ableiges   | Cormeilles-en-Vexin |

### Géologie et relief
La superficie de la commune est de 4,28 km2 ; son altitude varie de 80  à   168 mètres.

### Hydrographie
Aucun cours d'eau ne draine la commune.

### Climat
Pour des articles plus généraux, voir Climat de l'Île-de-France et Climat du Val-d'Oise.
En 2010, le climat de la commune est de type climat océanique dégradé des plaines du Centre et du Nord, selon une étude du CNRS s'appuyant sur une série de données couvrant la période 1971-2000. En 2020, Météo-France publie une typologie des climats de la France métropolitaine dans laquelle la commune est exposée à un climat océanique et est dans la région climatique Sud-ouest du bassin Parisien, caractérisée par une faible pluviométrie, notamment au printemps (120 à 150 mm) et un hiver froid (3,5 °C).
Pour la période 1971-2000, la température annuelle moyenne est de 10,8 °C, avec une amplitude thermique annuelle de 14,9 °C. Le cumul annuel moyen de précipitations est de 717 mm, avec 11,9 jours de précipitations en janvier et 8,3 jours en juillet. Pour la période 1991-2020, la température moyenne annuelle observée sur la station météorologique la plus proche, située sur la commune de Boissy-l'Aillerie à 6 km à vol d'oiseau, est de 11,2 °C et le cumul annuel moyen de précipitations est de 635,8 mm,. Pour l'avenir, les paramètres climatiques de la commune estimés pour 2050 selon différents scénarios d'émission de gaz à effet de serre sont consultables sur un site dédié publié par Météo-France en novembre 2022.

## Urbanisme

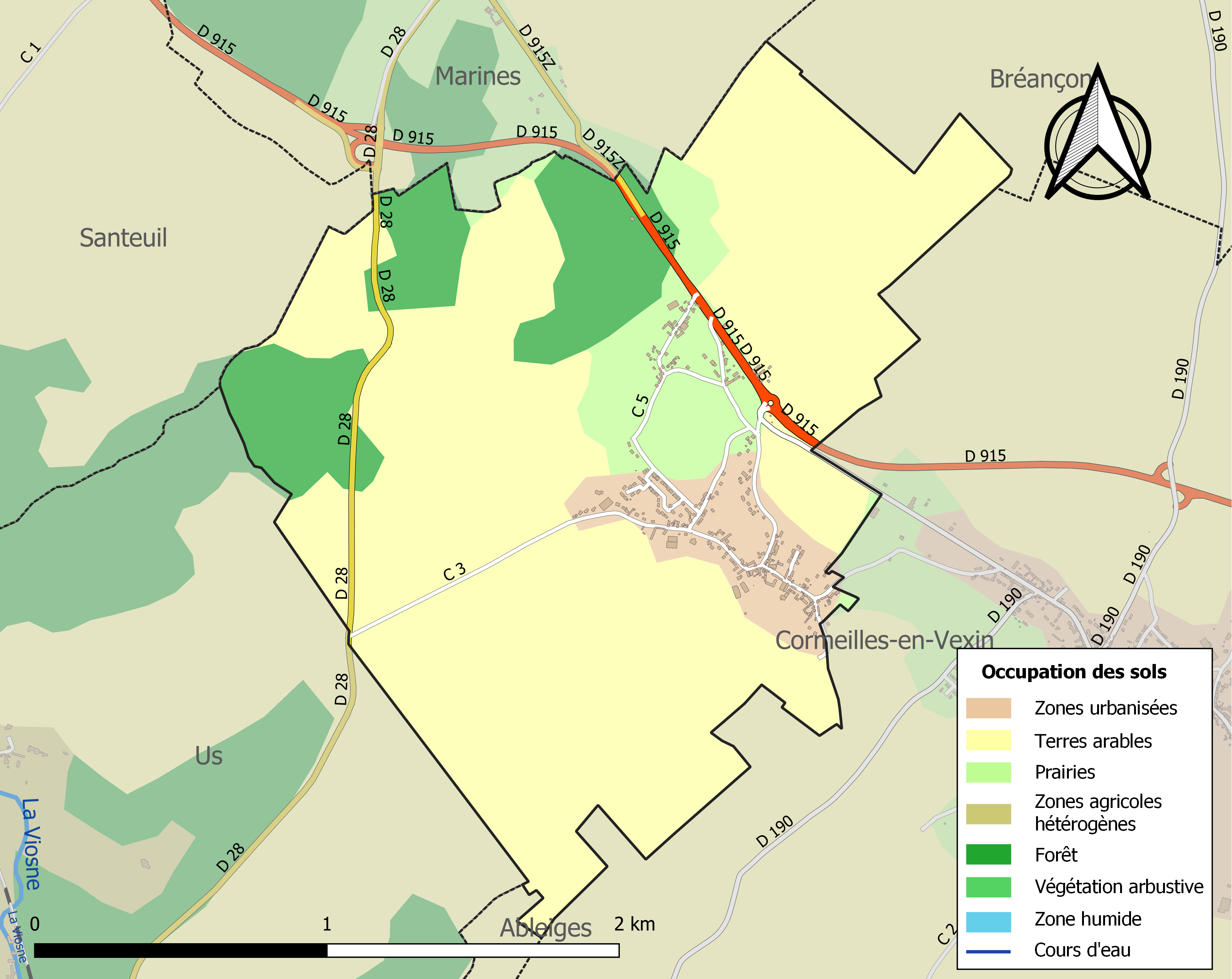
Carte des infrastructures et de l'occupation des sols de la commune en 2018 (CLC).

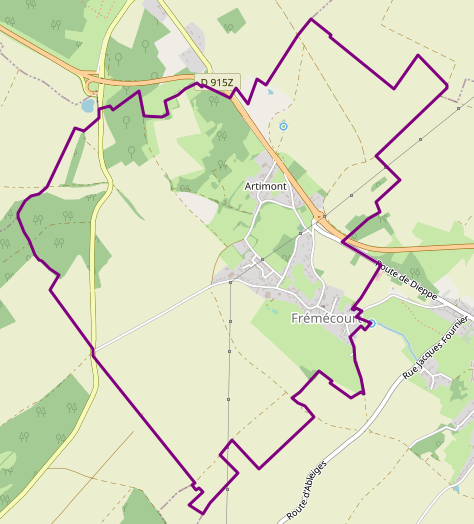
Carte topographique de la commune.

### Typologie
Frémécourt est une commune rurale, car elle fait partie des communes peu ou très peu denses, au sens de la grille communale de densité de l'Insee,,,.
Par ailleurs la commune fait partie de l'aire d'attraction de Paris, dont elle est une commune de la couronne. Cette aire regroupe 1 929 communes,.

### Habitat et logement
En 2021, le nombre total de logements dans la commune était de 230, alors qu'il était de 221 en 2016 et de 202 en 2011.
Parmi ces logements, 91,3 % étaient des résidences principales, 2,6 % des résidences secondaires et 6,1 % des logements vacants. Ces logements étaient pour 94,7 % d'entre eux des maisons individuelles et pour 5,3 % des appartements.
Le tableau ci-dessous présente la typologie des logements à Frémécourt en 2021 en comparaison avec celle du Val-d'Oise et de la France entière. Une caractéristique marquante du parc de logements est ainsi une proportion de résidences secondaires et logements occasionnels (2,6 %) supérieure à celle du département (1,5 %) mais inférieure à celle de la France entière (9,7 %).
| Typologie                                               | Frémécourt | Val-d'Oise | France entière |
| ------------------------------------------------------- | ---------- | ---------- | -------------- |
| Résidences principales (en %)                           | 91,3       | 92,4       | 82,2           |
| Résidences secondaires et logements occasionnels (en %) | 2,6        | 1,5        | 9,7            |
| Logements vacants (en %)                                | 6,1        | 6          | 8,1            |

### Voies de communication et transports
La commune est desservie par le tracé initial de l'ancienne RN 15 (actuelle RD 915).

## Toponymie
Le nom de la localité est mentionné sous les formes Fremercourt au XIIe siècle, Fermecort en 1249.
Du nom germanique Frammier, et du latin cortem (domaine).

## Politique et administration

### Rattachements administratifs et électoraux

#### Rattachements administratifs
Antérieurement à la loi du 10 juillet 1964, la commune faisait partie du département de Seine-et-Oise. La réorganisation de la région parisienne en 1964 fit que la commune appartient désormais au département du Val-d'Oise et à son arrondissement de Pontoise après un transfert administratif effectif au 1er janvier 1968.
Elle faisait partie de 1801 à 1967 du canton de Marines. Dans le cadre du redécoupage cantonal de 2014 en France, cette circonscription administrative territoriale a disparu, et le canton n'est plus qu'une circonscription électorale.

#### Rattachements électoraux
Pour les élections départementales, la commune est membre depuis 2014 du canton de Pontoise.
Pour l'élection des députés, elle fait partie de la première circonscription du Val-d'Oise.

### Intercommunalité
La commune, initialement membre de la communauté de communes Val de Viosne, est membre, depuis le 1er janvier 2013, de la communauté de communes Vexin centre.
En effet, cette dernière a été constituée le 1er janvier 2013 par la fusion de la communauté de communes des Trois Vallées du Vexin (12 communes), de la communauté de communes Val de Viosne (14 communes) et  de la communauté de communes du Plateau du Vexin (8 communes), conformément aux prévisions du schéma départemental de coopération intercommunale du Val-d'Oise approuvé le 11 novembre 2011.

### Liste des maires
| Période                                  | Période  | Identité                      | Étiquette | Qualité              |
| ---------------------------------------- | -------- | ----------------------------- | --------- | -------------------- |
| Les données manquantes sont à compléter. |          |                               |           |                      |
| 1790                                     | 1798     | Denis Roch Le Maitre          |           |                      |
| 1798                                     | 1802     | Jean-Louis Falaise            |           |                      |
| 1802                                     | 1808     | André Patte                   |           |                      |
| 1808                                     | 1813     | Charles Gabriel Ozanne        |           |                      |
| 1813                                     | 1830     | Pierre Mignot                 |           |                      |
| 1830                                     | 1845     | André François Bouilliant     |           |                      |
| 1845                                     | 1846     | Denis Roch Le Maitre          |           |                      |
| 1846                                     | 1850     | André François Bouilliant     |           |                      |
| 1850                                     | 1887     | François Alexandre Bouilliant |           |                      |
| 1887                                     | 1890     | Pierre Eugène Delfaut         |           |                      |
| 1890                                     | 1912     | Denis Alexandre Bouilliant    |           |                      |
| 1912                                     | 1919     | Antoine Bouillette            |           |                      |
| 1919                                     | 1944     | Paul Luce                     |           |                      |
| 1944                                     | 1953     | Lucien Bouilliant             |           | Agriculteur          |
| 1953                                     | 1959     | Camille Bondiau               |           | Maréchal ferrant     |
| 1959                                     | 1971     | Roger Bouilliant              |           | Agriculteur          |
| 1971                                     | 1977     | Sylvaine Héron-Béard          |           | Chanteuse            |
| 1977                                     | 2004     | Eric Teyssot                  |           | Prothésiste dentaire |
| 2004                                     | 2014     | Laure Schuemacher             |           |                      |
| 2014                                     | mai 2020 | Denis Bouilliant              |           | Agriculteur          |
| mai 2020                                 | En cours | Stéphane Balan                |           | Moniteur auto-école  |

## Population et société

### Démographie
L'évolution du nombre d'habitants est connue à travers les recensements de la population effectués dans la commune depuis 1793. Pour les communes de moins de 10 000 habitants, une enquête de recensement portant sur toute la population est réalisée tous les cinq ans, les populations de référence des années intermédiaires étant quant à elles estimées par interpolation ou extrapolation. Pour la commune, le premier recensement exhaustif entrant dans le cadre du nouveau dispositif a été réalisé en 2005.

En 2022, la commune comptait 535 habitants, en évolution de −4,97 % par rapport à 2016 (Val-d'Oise : +4 %, France hors Mayotte : +2,11 %).
| 1793 | 1800 | 1806 | 1821 | 1831 | 1836 | 1841 | 1846 | 1851 |
| ---- | ---- | ---- | ---- | ---- | ---- | ---- | ---- | ---- |
| 287  | 295  | 298  | 302  | 341  | 328  | 320  | 312  | 285  |

| 1856 | 1861 | 1866 | 1872 | 1876 | 1881 | 1886 | 1891 | 1896 |
| ---- | ---- | ---- | ---- | ---- | ---- | ---- | ---- | ---- |
| 272  | 266  | 261  | 233  | 238  | 228  | 218  | 222  | 195  |

| 1901 | 1906 | 1911 | 1921 | 1926 | 1931 | 1936 | 1946 | 1954 |
| ---- | ---- | ---- | ---- | ---- | ---- | ---- | ---- | ---- |
| 214  | 216  | 215  | 200  | 184  | 201  | 201  | 203  | 183  |

| 1962 | 1968 | 1975 | 1982 | 1990 | 1999 | 2005 | 2006 | 2010 |
| ---- | ---- | ---- | ---- | ---- | ---- | ---- | ---- | ---- |
| 200  | 232  | 244  | 293  | 396  | 464  | 526  | 539  | 543  |

| 2015 | 2020 | 2022 | - | - | - | - | - | - |
| ---- | ---- | ---- | - | - | - | - | - | - |
| 558  | 551  | 535  | - | - | - | - | - | - |

## Culture locale et patrimoine

### Lieux et monuments
Frémécourt  compte un  monument historique sur son territoire :
- Église Notre-Dame-de-l'Assomption  Inscrite MH (1974)[23].

Elle associe un petit chœur de la Renaissance, qui ne manque pas d'attrait, à un transept et une nef en partie romans, qui ont perdu tout caractère lors des remaniements successifs. Le clocher est lui aussi roman, et se distingue par le passage vers un plan octogonal au-dessus de l'étage de beffroi, mais c'est sinon une construction banale.
Le portail de la nef est placé sous l'influence du Classicisme, et semble dater des alentours de 1700, quand l'église a risqué l'effondrement et devait être réparée. À l'intérieur, l'élément le plus remarquable sont les fonts baptismaux richement sculptés du XIVe siècle. La sculpture des chapiteaux et clés de voûte du chœur se signale par son éloignement des conventions de la Renaissance, et l'originalité de ses motifs,. L'église attend encore sa restauration. Avec seulement deux messes dominicales par an et quelques célébrations particulières, la vie spirituelle s'est pratiquement éteinte.

L'église Notre-Dame-de-l'Assomption de Frémécourt
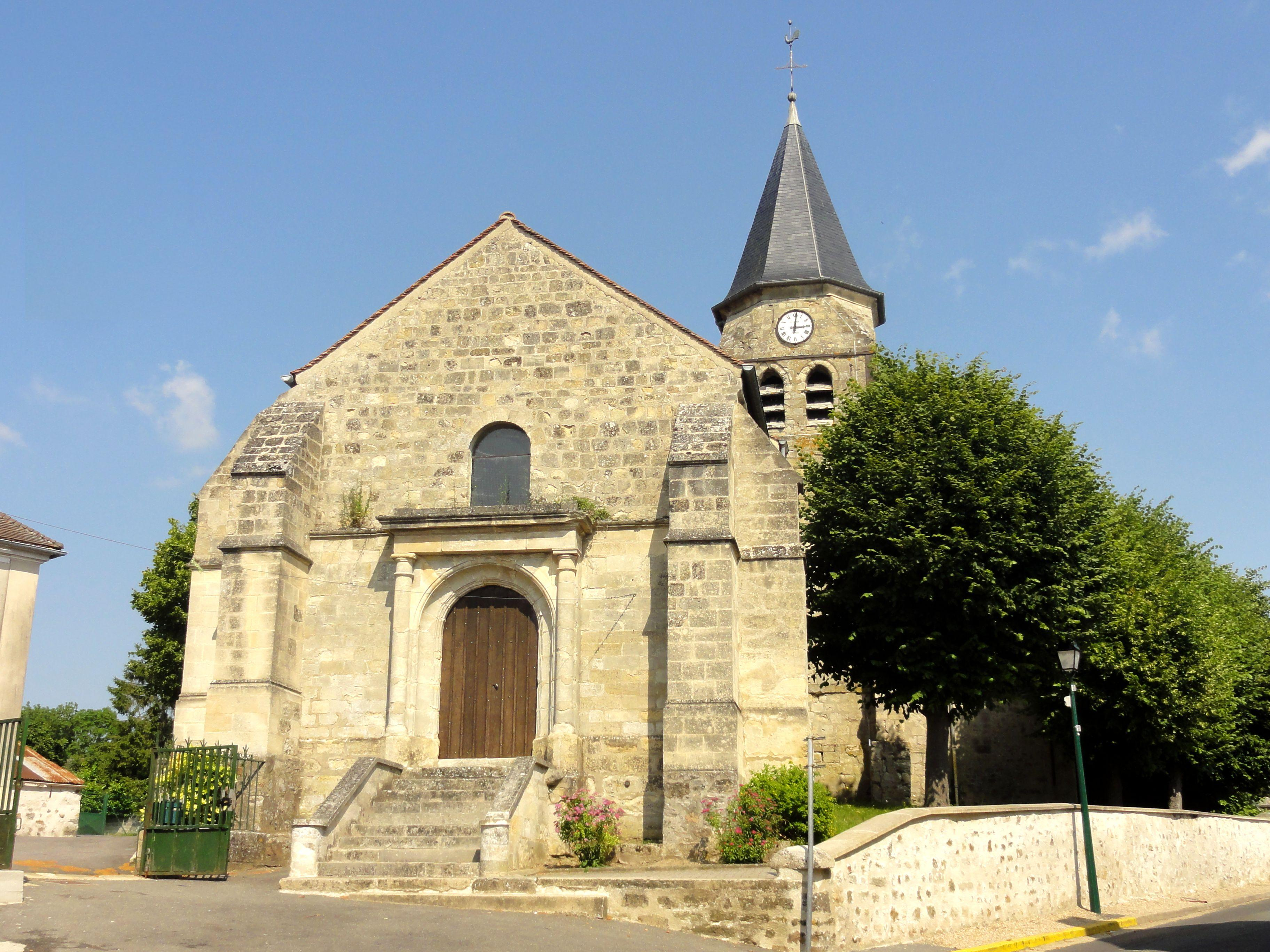
Portail de la nef.
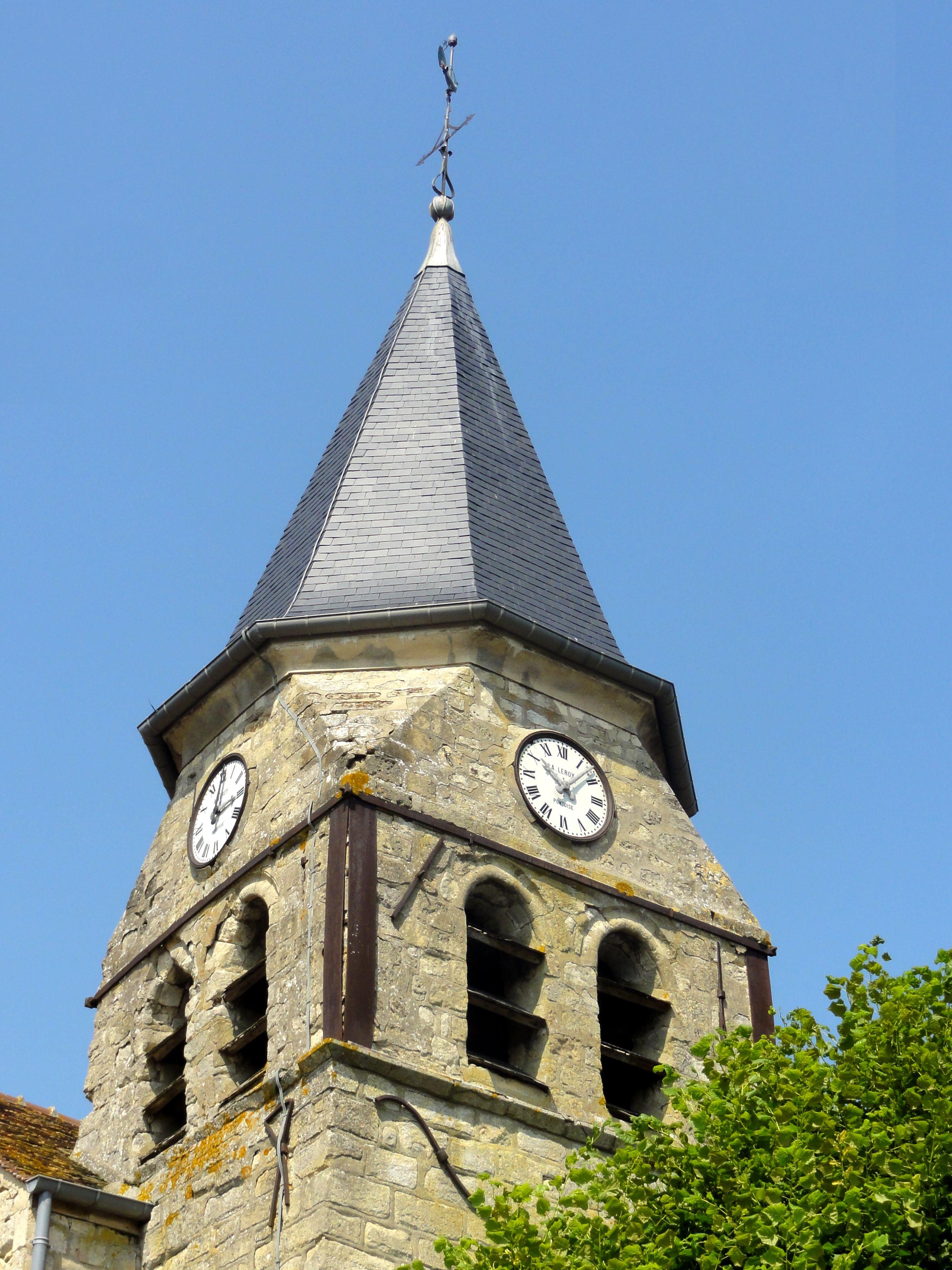
Le clocher.
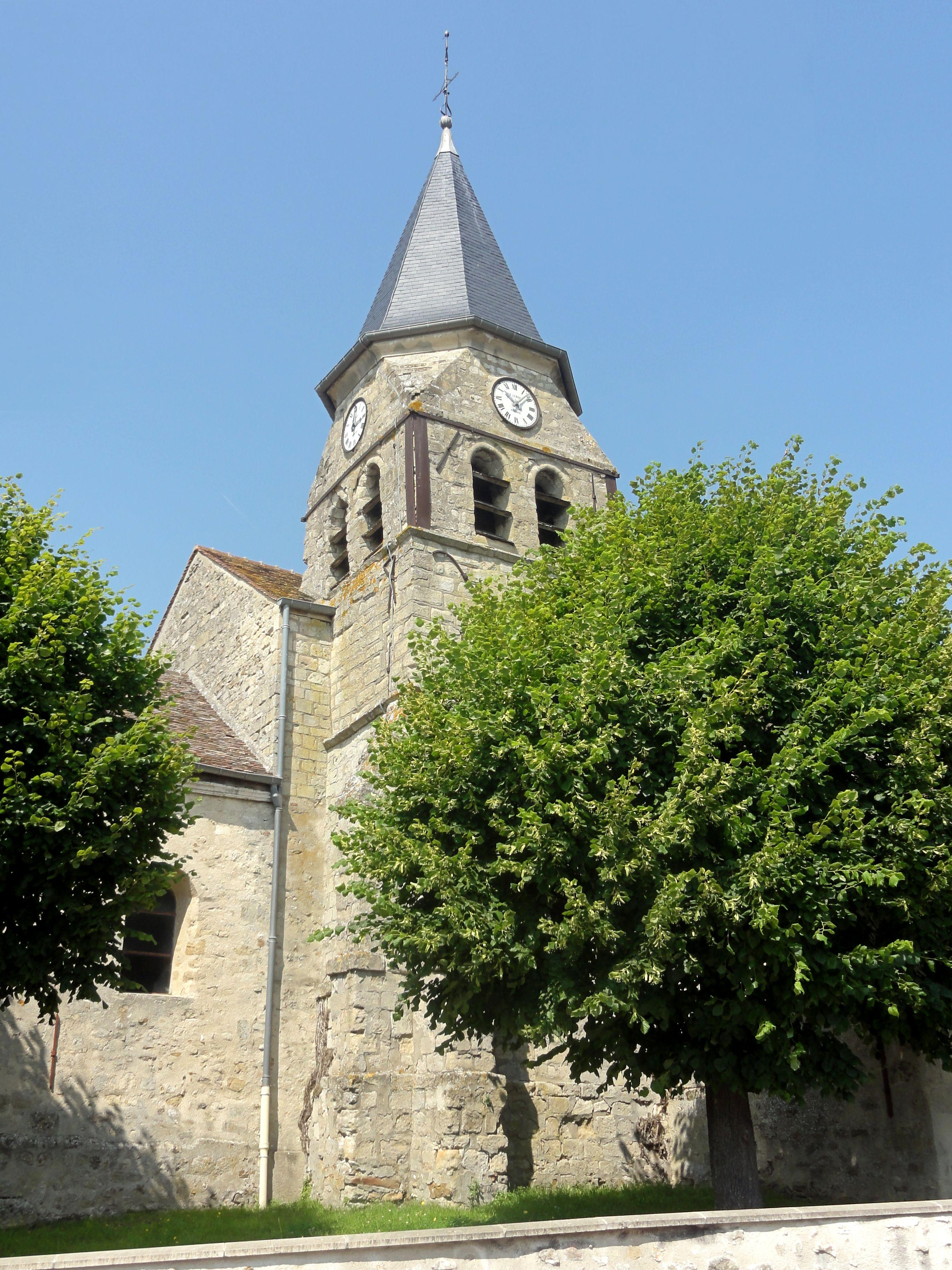
Détail du clocher.
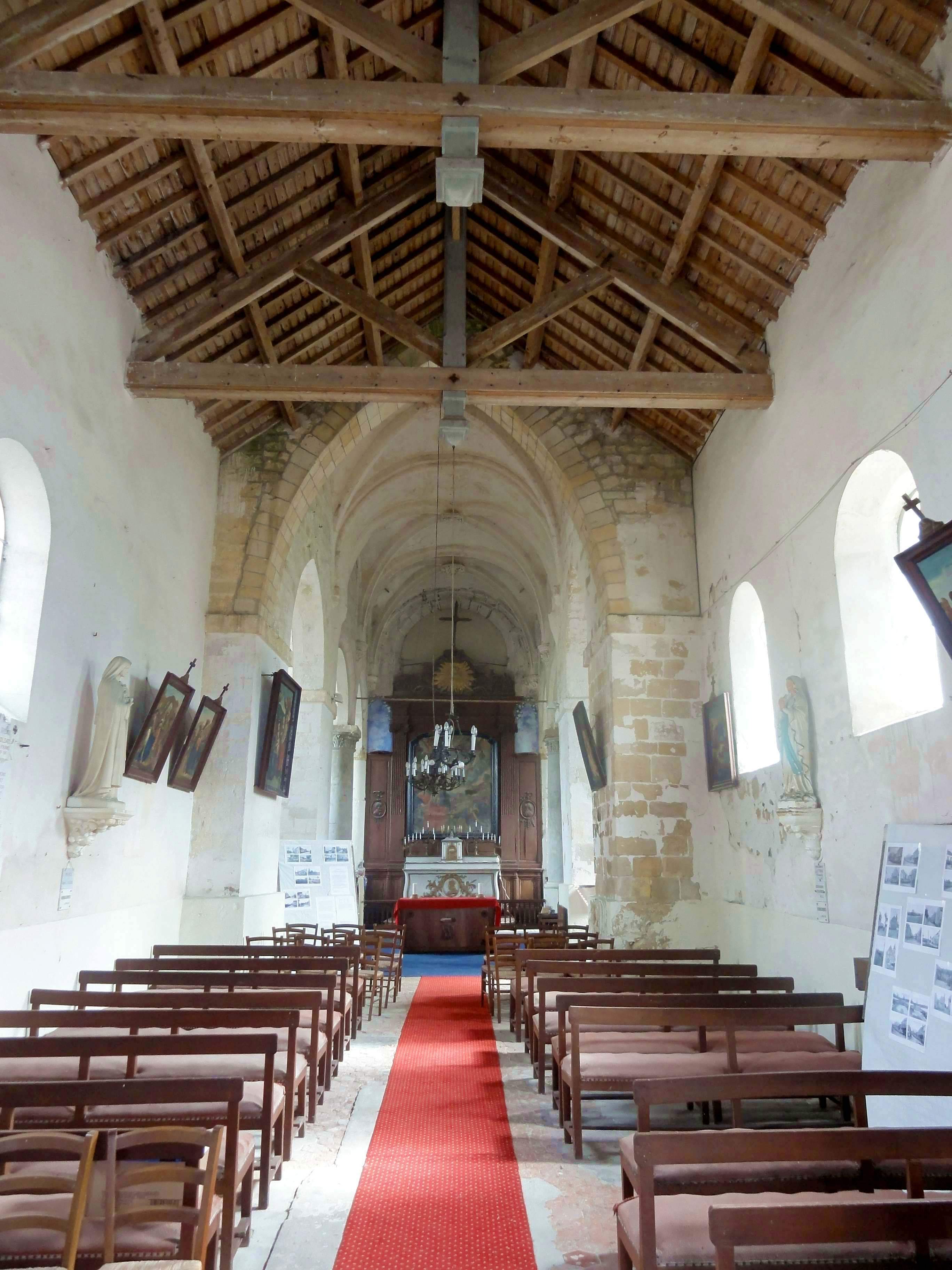
La nef.
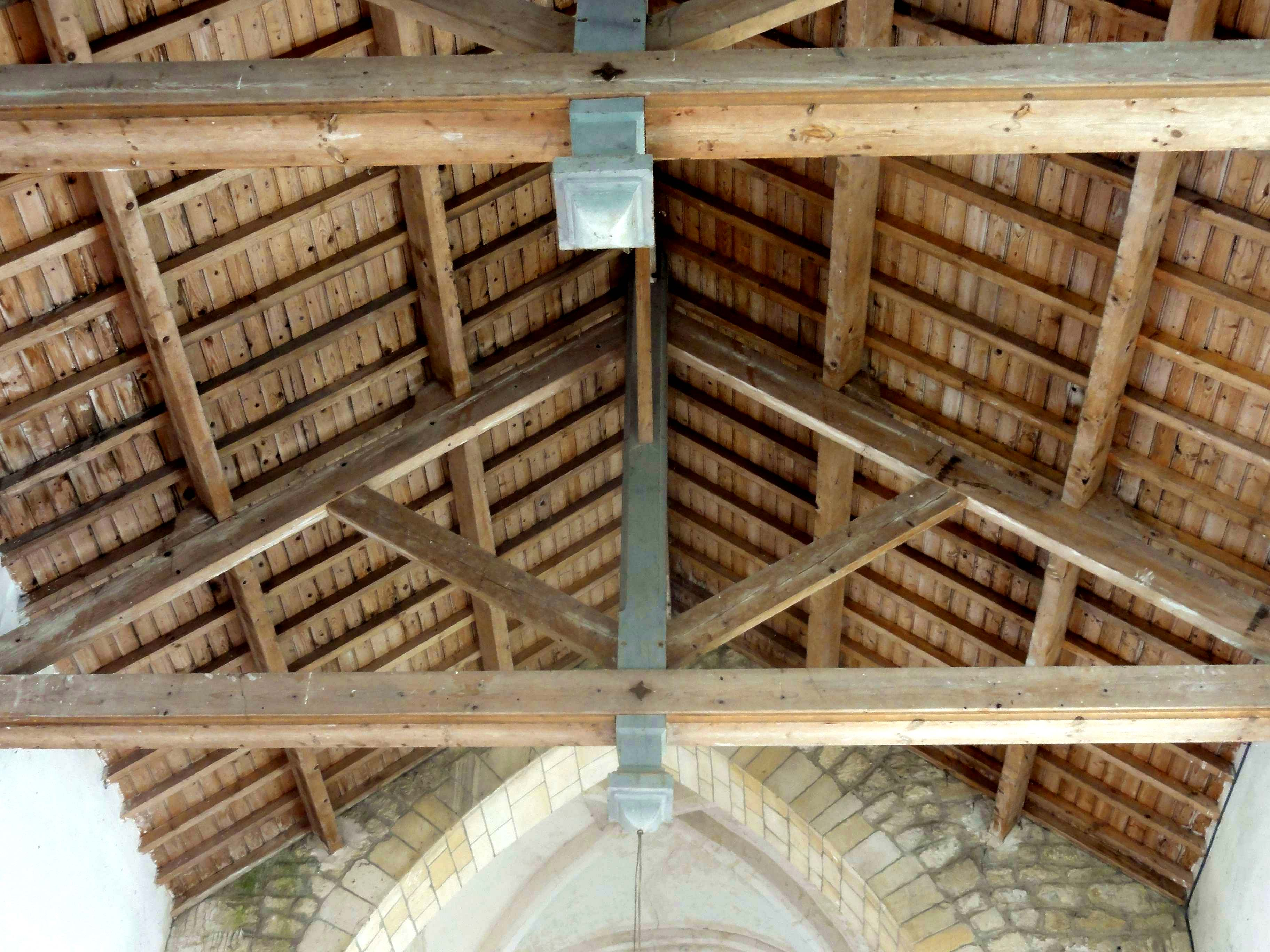
Charpente de la nef.
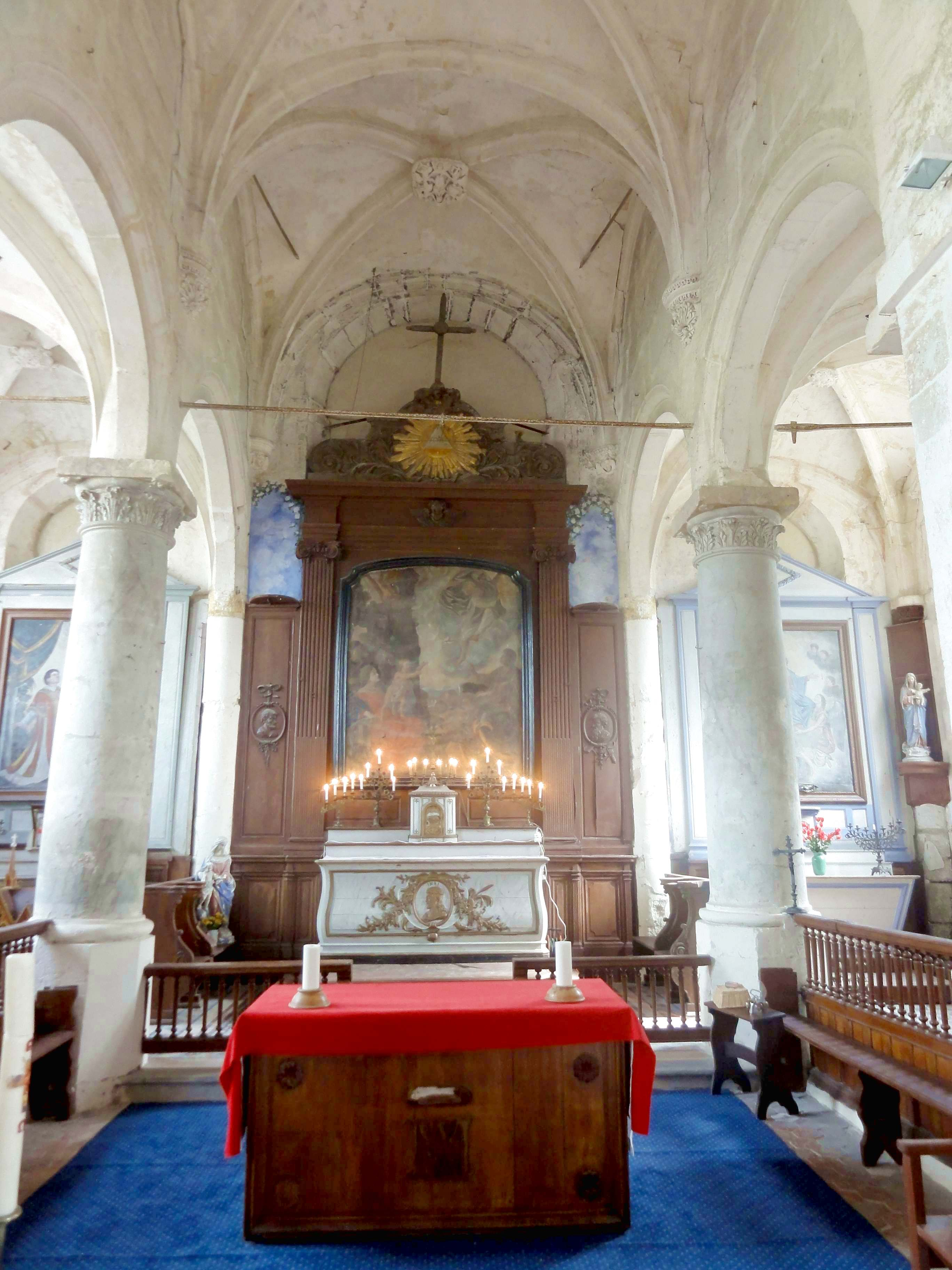
Le chœur et le maître-autel.

On peut également signaler :
- Fontaine : Elle se situe sous un édicule se divisant en deux parties. En bas, un local voûtée fermée par une grille protège la source ; en haut, une niche revêtue de débris de pierre meulière était destinée à abriter une statue de saint[25].
- Croix de chemin : Elle est d'une rare simplicité. Un socle en pierre supporte un haut fût cylindrique sans la moindre ornementation, dans lequel est plantée une croix constituée de deux barres de fer croisées[25].
- Ancien lavoir communal, rue de Cléry.

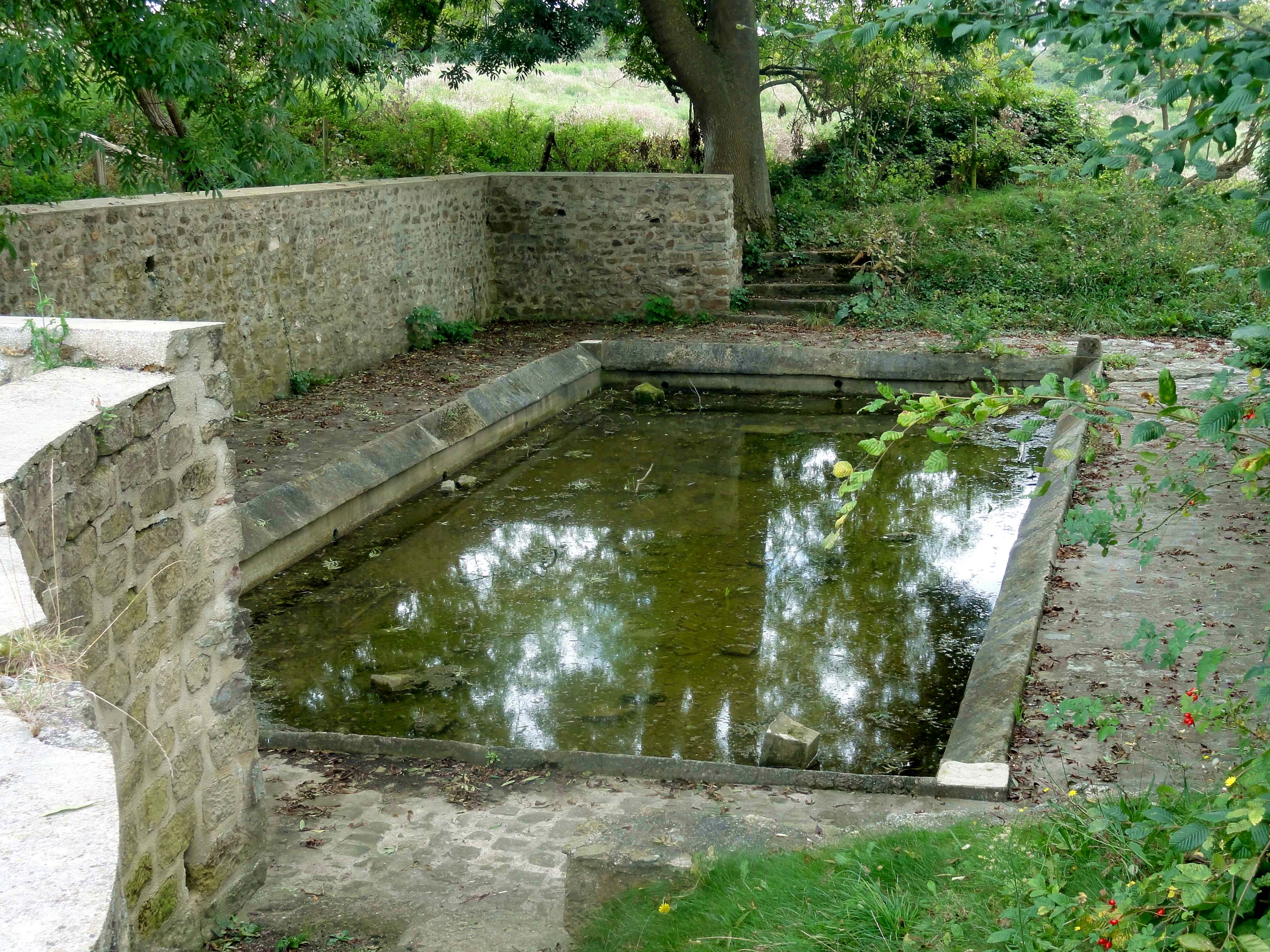
Lavoir, rue de Cléry.
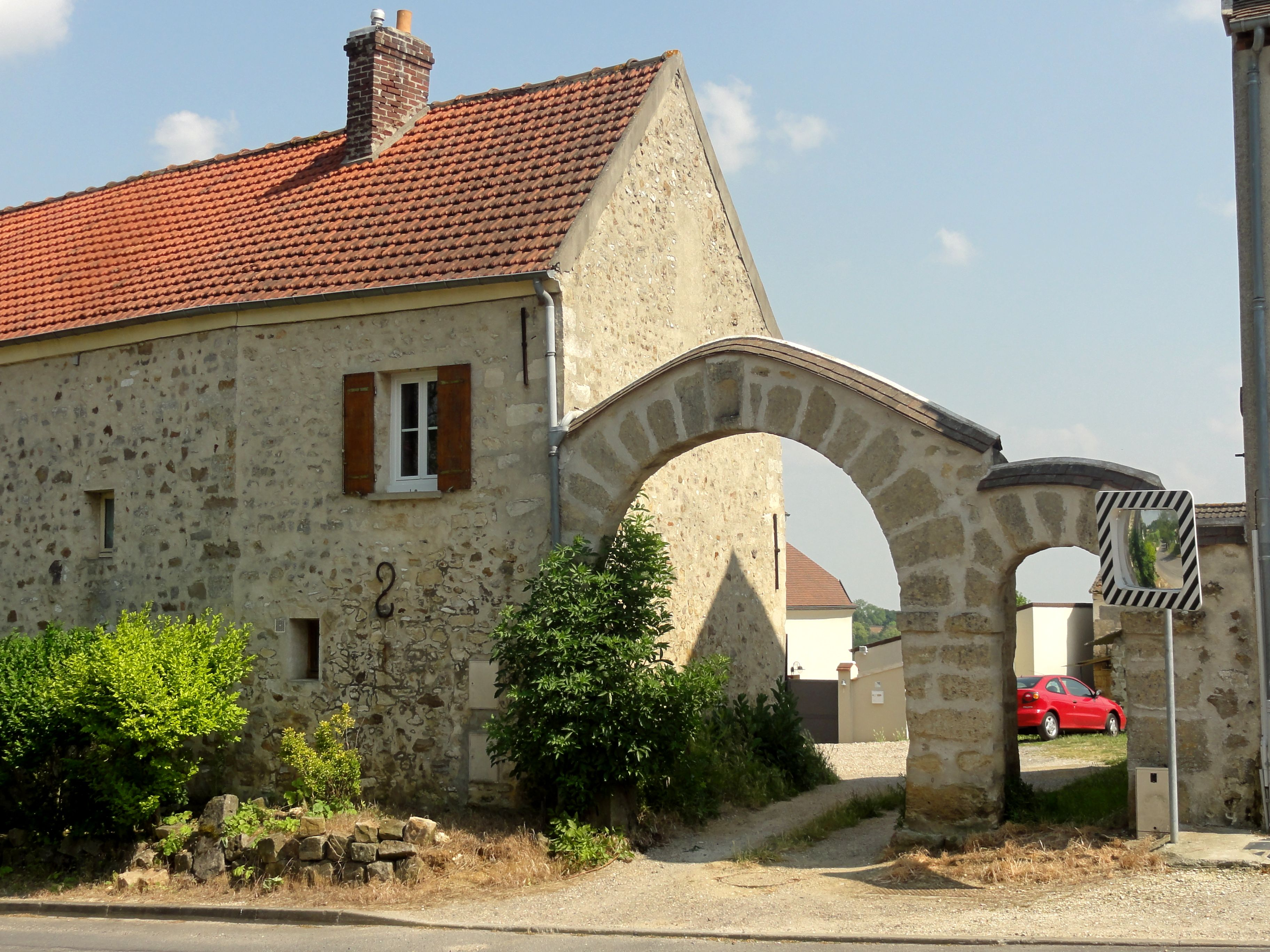
Portail de ferme.
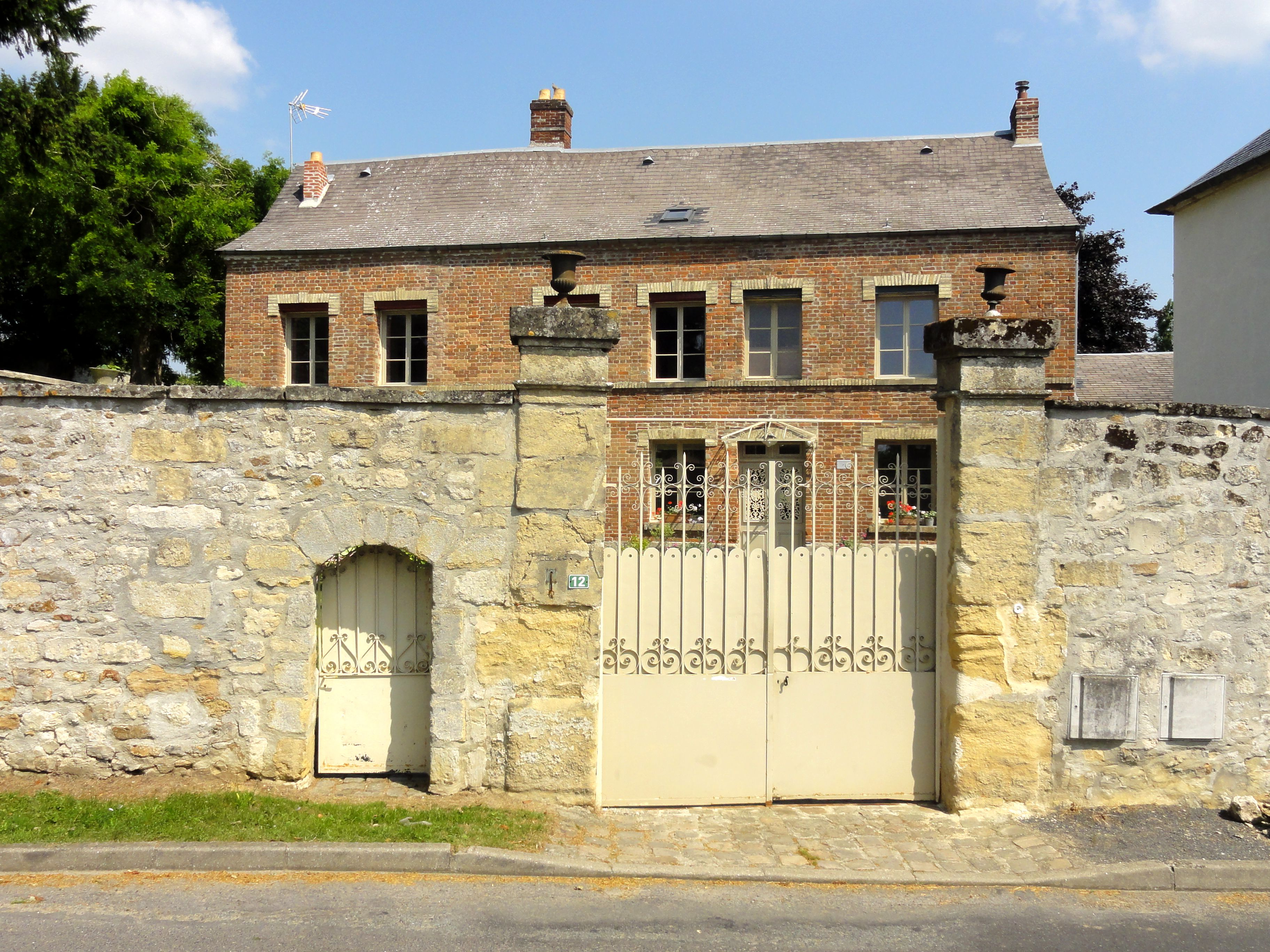
maison.

### Héraldique
| Blason de Frémécourt | Blason  | D'argent au chevron de gueules accompagné en chef de deux merlettes affrontées de sable et en pointe d'un loup passant du même ; au chef d'azur chargé de trois croisettes aiguisées d'or. |
| Blason de Frémécourt | Détails | Adopté par la municipalité en janvier 2016. |
| Blason de Frémécourt | Alias   | Écartelé : au 1er de gueules au loup passant de sable ; au 2e d’azur à la croix tréflée au pied fiché d’argent, au 3e d'azur à la tête de crosse d’or ; au 4e de gueules au chêne arraché de trois racines au naturel, fruité de huit pièces de sinople et feuillé de même ; à la croix de Malte pommetée d’argent brochant sur l’écartelé. |

## Pour approfondir